# 全新聞台
全新聞台（瑞典語：Alltid Nyheter）是瑞典廣播電台一條已經不復存在的電台頻道，當時主要播報瑞典各地以及外國記者與編輯製作的新聞。這條頻道只能透過網絡方式收聽，而居住在斯德哥爾摩、烏普薩拉和耶夫勒的民眾則可以另行透過數碼聲音廣播接收訊號。